# Yellville
Yellville er en amerikansk by og administrativt centrum for det amerikanske county Marion County i staten Arkansas. I 2000 havde byen et indbyggertal på 1.312.
36°13′47″N 92°41′7″V / 36.22972°N 92.68528°V